# Potcha, Cetatea Albă
Potcha (în ucraineană Нове, transliterat: Nove) este un sat în comuna Mologa din raionul Cetatea Albă, regiunea Odesa, Ucraina.

## Demografie
Componența lingvistică a localității Potcha
     Ucraineană (82,35%)
     Rusă (11,76%)
     Belarusă (5,88%)
Conform recensământului din 2001, majoritatea populației localității Potcha era vorbitoare de ucraineană (82,35%), existând în minoritate și vorbitori de rusă (11,76%) și belarusă (5,88%).